# Editiewetenschap
Editiewetenschap is de wetenschappelijke discipline die zich bezighoudt met het op verantwoorde wijze uitgeven van teksten uit het verleden (editietechniek). De discipline is ontstaan vanuit het besef dat teksten - evenals gebouwen, schilderijen en andere kunstwerken - onderhevig zijn aan verval en vakkundige zorg verdienen om voor toekomstige generaties behouden te blijven: literaire monumentenzorg. In Nederland wordt wetenschappelijk editeren vooral bedreven sinds de oprichting in 1983 van het Bureau Basisvoorziening Tekstedities van de KNAW, later opgegaan in het Huygens Instituut voor Nederlandse Geschiedenis. Als eerste wetenschappelijke editie van dit bureau geldt de uitgave van de Volledige Werken van Louis Couperus.

## Editiewetenschap in Nederland en Vlaanderen
Vergeleken met andere taalgebieden begint het wetenschappelijk editeren in het Nederlands laat, pas in de tweede helft van de twintigste eeuw. Moderne inzichten uit het Engelse taalgebied werden na 1950 in Nederland verspreid door de Amsterdamse hoogleraar taalkunde Wytze Gs. Hellinga, die bibliografen en editeurs opleidde. Onder hen Guus Sötemann, die aan de Universiteit Utrecht de Duitse benadering introduceerde. De - mede door Sötemann bezorgde - uitgave van de Gedichten van J.C. Bloem in 1979, en de eerste twee delen in de serie Monumenta Literaria Neerlandica van de KNAW, geldt als de eerste historisch-kritische editie van een Nederlands auteur.
In 1983 werd in Den Haag het Bureau Basisvoorziening Tekstedities opgericht, als bureau van de KNAW; eerste hoofd van het bureau was H.T.M. van Vliet. Dit bureau werd bijgestaan door een begeleidingscommissie waarin zowel Vlamingen als Nederlanders zitting hadden. Dit bureau is in 1992 opgegaan in het Constantijn Huygens Instituut voor tekstedities en intellectuele geschiedenis (KNAW), waar tegelijk enkele andere editieprojecten van lange adem (onder meer Erasmus en Grotius) werden ondergebracht. De tegenhanger van het Huygens Instituut in Vlaanderen is het Centrum voor Teksteditie en Bronnenstudie (KANTL). Dit zijn de belangrijkste instituten op het gebied van de editiewetenschap. Beide instellingen hebben verwante doelstellingen ten aanzien van de zorg voor het Nederlandstalige literaire erfgoed en de ter beschikkingstelling daarvan aan een breed publiek. Sinds het najaar van 2007 is hun jarenlange informele samenwerkingsverband geïntensiveerd en geformaliseerd.

## Geschiedenis van het vakgebied
De editiewetenschap begon op het moment dat voor het eerst iemand zich afvroeg of een overgeleverde versie van een werk wel overeenkwam met de oorspronkelijke auteurstekst. Reeds aan het einde van de vierde eeuw voor Christus werd in grote bibliotheken in Alexandrië al aan tekstkritiek gedaan door het vergelijken van de afwijkingen in diverse handschriften waarin het werk van Homerus was overgeleverd. Ten tijde van het humanisme beleefde de filologie een bloeitijd, waarin naast de klassieke literatuur nu ook de bijbel werd betrokken. Zo gaf Erasmus na langdurige studie in 1516 het Nieuwe Testament in het Grieks uit. In Nederland gaven in de tweede helft van de zestiende eeuw geleerden als Canter, Lipsius, Scaliger, Vossius en Heinsius op tekstkritisch onderzoek gebaseerde edities uit van de klassieken en de bijbel. Drukkerijen als Plantijn en Elsevier hadden de techniek in huis om het complexe zetwerk aan te kunnen en oefenden zo een stimulerende invloed op de activiteit uit.
Een nieuw tijdperk ving aan met de Duitse filoloog Karl Lachmann (1793-1851), die de filologische benadering toepaste op oudgermaanse manuscripten en gedrukte teksten. Het vernieuwende aan zijn bijdrage bestond echter uit het controleerbaar maken van de arbeid door deze in fases onder te verdelen:
- recensio: het verzamelen van alle bestaande versies van een werk, het inventariseren van de verschillen (varianten genaamd) en de kritische beoordeling teneinde te bepalen hoe de afschriften zich tot elkaar verhouden en die verhouding schematisch in een stemma (soort stamboom) weer te geven. In deze fase speelt de interpretatie van de tekst geen rol en om dat te waarborgen behoort het werk zo mechanisch en objectief mogelijk te verlopen;
- emendatio: de poging om de niet bewaard gebleven oudste versie zo goed mogelijk te reconstrueren op basis van de latere overgeleverde versies. Lachmanns eerste proeve van deze arbeid is een werk van Lucretius.[4]

De eerste uitgave die Lachmann naar het voorbeeld van de klassieke filologie verzorgde was het Nibelungenlied (1826). In de loop der jaren richtte hij zich ook op moderne auteurs.

### Moderne editietechniek en handboek
'De geschiedenis van de moderne editietechniek begint met de Lessinguitgave (1838-1840) van Lachmann.' Niet eerder was een recent werk onderworpen aan tekstkritiek. Daarna volgden steeds meer variantenedities van moderne auteurs en in het Duitse taalgebied staat het editeren op een hoog wetenschappelijk peil, zonder dat dit tot theoretische of praktische uniformiteit heeft geleid.
Op 2 december 1994 werd het door Marita Mathijsen geschreven Naar de letter. Handboek editiewetenschap gepresenteerd. Het was de eerste in het Nederlands taalgebied verschenen handleiding voor het editeren. Het werd een standaardwerk en al snel 'de grijze bijbel' genoemd. Het standaardwerk was een uitvloeisel van haar proefschrift over de brieven van De Schoolmeester en een eerste versie van het handboek vormde het derde deel van dat proefschrift dat als enige deel niet als handelseditie verscheen. Het werd ook de leidraad voor de edities die verschenen onder auspiciën van het Huygens Instituut.

## Onderzoek naar echtheid
Een tekst kan op verschillende manieren vertroebeld raken: het originele manuscript is verloren gegaan of een andere ‘geautoriseerde’ bron blijkt onvindbaar, er kunnen roofdrukken zijn gemaakt, censuur buiten het weten van de schrijver om. Zelfs bij het herdrukken kunnen er bewust of onbewust nieuwe fouten en onbedoelde elementen in en uiteindelijk staat er niet meer wat er stond. Dergelijke fouten kunnen veroorzaakt zijn door het slordige werk van een zetter of door het eigenzinnige optreden van een corrector of redacteur, maar ook de auteur zelf is niet altijd feilloos.
De moderne editeur ziet zich voor de taak gesteld lezer en auteur te geven waar zij recht op hebben: een betrouwbare tekst. Dat roept de vraag op welke versie het originele werk het beste representeert, en hoe deze na een reeks van drukken en de dood van de auteur opnieuw tot stand kan worden gebracht.

## Onderzoek naar ontstaansgeschiedenis
Tekstediteurs houden zich ook bezig met onderzoek naar de ontstaansgeschiedenis van teksten (tekstgenese). Hiertoe bestuderen zij de verschillende versies van een werk die zijn overgeleverd in documentaire bronnen en op basis van de onderlinge relatie van deze versies krijgt elke versie een sigle toegekend.

## Toegankelijk maken van teksten uit het verleden
Een tekst uit het verleden kan voor hedendaagse lezers ontoegankelijk zijn door de historische afstand. Door middel van doeltreffende toelichtingen moet die afstand worden overbrugd.

## Overige taken
Overige taken waar de teksteditie zich over ontfermt zijn onderzoek naar de werkwijze en opvattingen van auteurs (poëticaal onderzoek) en naar de manier waarop teksten hun weg naar de lezers hebben gevonden.